# Bruno Giros
Pour les articles homonymes, voir Giros.
Bruno Giros est un neuroscientifique français spécialisé dans l'étude des systèmes de neurotransmetteurs et leur rôle dans les troubles psychiatriques, notamment la schizophrénie. Il est professeur de psychiatrie et directeur du Laboratoire de neurobiologie et de psychiatrie à l’Université McGill.

## Biographie
Bruno Giros obtient son doctorat à l’Université Pierre-et-Marie-Curie en 1987, où il effectue ses recherches dans le laboratoire de J.-C. Schwartz à l’INSERM U-109. Il poursuit ensuite un stage postdoctoral chez Genentech, Inc. à San Francisco en 1987, puis à l’Université Duke, dans le laboratoire de M.G. Caron et R.J. Lefkowitz, de 1991 à 1994.
De 1991 à 1994, il est chercheur postdoctoral au Howard Hughes Medical Institute (HHMI) à l’Université Duke. Il devient ensuite directeur du groupe « Neurobiologie et psychiatrie » à l’Université Pierre-et-Marie-Curie de 1994 à 1998. De 1999 à 2008, il dirige le laboratoire INSERM U-513 « Neurobiologie et psychiatrie » à la même université. En 2007, il rejoint le Centre de recherche de l’Hôpital Douglas au Canada. Depuis 2008, il est professeur de psychiatrie et directeur du Laboratoire de neurobiologie et psychiatrie à l’Université McGill. Il a également été directeur du groupe « Neurobiologie et psychiatrie » à l’Université Sorbonne de 2009 à 2013, et professeur invité à l’Université de Paris, où il a dirigé le même groupe de 2018 à 2025.

## Distinctions et récompenses
- 1996 : Médaille d’argent du CNRS[4].
- 2008 : Chaire de recherche du Canada en « Neurobiologie des troubles psychiatriques[5].
- 2022 : Prix Heinz-Lehmann décerné par le Collège canadien de neuropsychopharmacologie (CCNP)[6].
- 2022: Membre de l'Academia Europaea[7]